# سوسي سانشيز
سوسي سانشيز (بالإسبانية: Susi Sánchez)‏ (و. 1955 – م) هي ممثلة من إسبانيا. ولدت في بلنسية.

## وصلات خارجية
- سوسي سانشيز على موقع IMDb (الإنجليزية)
- سوسي سانشيز على موقع ألو سيني (الفرنسية)
- سوسي سانشيز على موقع أول موفي (الإنجليزية)
- سوسي سانشيز على موقع قاعدة بيانات الأفلام السويدية (السويدية)
- سوسي سانشيز على موقع قاعدة بيانات الفيلم (الإنجليزية)
- سوسي سانشيز على موقع كينوبويسك (الروسية)